# Alonso Ortiz Gutiérres de Cervantes
Alonso Ortiz Gutiérres de Cervantes (Medellín, Extremadura, cerca de 1520 – † Concepción, Chile, 1581) participó en la fundación de Osorno, fue asesor del gobernador don García Hurtado de Mendoza, dirigente de Chile en 1560 durante la sublevación indígena, y uno de los pocos letrados que había en Chile.
Hijo de los hidalgos Cristóbal Ortiz y Leonor Gutiérrez de Cervantes, nacido cerca de 1520 en Medellín, España, se licenció de abogado en 1553 en Medellín, Extremadura. Obtuvo licencia real para pasar a Indias el 11 de agosto de 1553, embarcándose en el puerto de Cádiz el 19 de enero de 1554 con monto de 500 pesos. Desembarcó en el puerto Nombre de Dios, en Panamá, donde junto a sus deudos se encontró con el capitán Gaspar de Orense, quien les dio la mala noticia sobre la trágica muerte de Pedro de Valdivia. Siguió con destino a Chile, llegando en enero de 1555 a Lima, en donde junto a Alonso de Córdoba (vecino de Santiago) firma pagar a Diego Hermosilla 1200 pesos por 100 arrobas y vino, con fianza del licenciado Alonso Martínez de Salazar ante el escribano García de Jerez el 23 de enero de 1555. Siguió viaje a Coquimbo, Chile, llegando el 11 de mayo de 1555 junto a su esposa María de Tena y Ascencio, su suegra Teresa de Tena, su hijo Francisco Alonso Ortiz de Atenas, su cuñado Francisco Hidalgo, sus hermanas María y Beatriz Ortiz, y varios de sus familiares en el navío La Concepción del maestre Juan de Mondragón, nave en la que venía junto a él su prima-hermana Marina Ortiz de Gaete. Vecino de Concepción, en donde tenía un solar y encomiendas de indios. En 1556, figura entre los pocos letrados que entonces había en Chile, junto al Licenciado Escobedo y de las Peñas, como personas que tienen "letras y saber", según los términos de los capitulares, y a ambos Licenciados se les encomendó el resolver si el gobernador "podía dejar teniente para conocer de los pleitos pendientes y los demás que fuesen en grado de apelación".
Ayudó a fundar Osorno como lugarteniente del Gobernador Don García y fue su primer Corregidor y Justicia Mayor nombrado el 20 de mayo de 1558). El Teniente General Francisco de Villagra lo envió por Capitán y Corregidor a la ciudad de Valdivia
. Regidor de Concepción en 1560, 1564, 1565, 1569, y 1579. Fue asesor del Gobernador García Hurtado de Mendoza en 1560, quien le otorgó completos poderes durante la campaña contra la sublevación indígena de ese mismo año
. Parece que fue algo severo en la aplicación de ordenanzas acerca de encomiendas siguiendo en esto las aguas del Licenciado Santillán.
En los "Hechos de don García Hurtado de Mendoza" de Pedro de Córdova y Figueroa, Alonso Ortiz Gutiérres de Cervantes es mencionado por su descollante actuación. Fue un hombre de mucha valía y abolengo, a quien don García, por vengar antiguos agravios, en cierta ocasión le dio en público de estocadas, quedando constancia de este hecho en su juicio de residencia (cargo 141).
He aquí como está referido este incidente en el proceso de don García: “141. Ítem. Se le hace cargo al dicho don García que dio muchas cuchilladas al licenciado Alonso Ortiz, su lugarteniente, en medio del día, con la espada fuera de la vaina, llevando preso a Rodrigo Álvarez en la ciudad de la Concepción, que fue cosa de gran escándalo y mal ejemplo echar mano a su espada contra su teniente y teniendo la vara de la justicia en las manos, la cual le mandó quitar en la calle oprobiosamente, por do la justicia fue tenida en poco, y el dicho don García hizo lo susodicho por vengar cierto enojo que tenía contra dicho licenciado”.

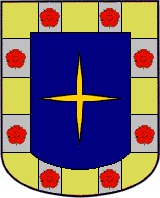
Armas Varonía de Ortiz (Linaje de Lope Ortiz)

Contrajo matrimonio en Medellín, España antes de 1553 con María de Tena y Ascencio (o Atenas y Ascencio) de quien tubo al Capitán y Corregidor Francisco Alonso Ortiz de Atenas, pero también parece haber sido padre de Leonor de Acevedo, casada en primeras nupcias con el Lcdo. Médico Diego Hernández Pacheco (nacido en 1510 o 1520; Licenciado en Medicina en la Universidad de Madrid; Encomendero de Concepción; Amigo de Francisco de Villagra, quien lo protegió eficazmente nombrándole juez de bienes de difuntos. Doña Leonor casó en segundas nupcias con el Lcdo. Diego de Aranda y Díaz de Huelva (Bachiller médico; vecino y natural de Almagró, hijo del Bachiller Diego de Aranda y de María Díaz de Huelva; al Perú por Real Cédula; va con su mujer Isabel de Vega en la nao de Vicencio Bozino, año 1555; Capitán; Regidor de Concepción; firma en memoriales de 1565 y 1566; Alcalde en 1565 y 1567; que acrecentó mucho su repartimiento cuando casó con Leonor de Acevedo). Por Cédula de Pedro de Villagra en Itata el 6 de abril de 1565 Diego recibió las encomiendas de su esposa, pero probablemente el mismo día de la boda, 4 de abril de 1565, doña Leonor hizo dejación de sus encomiendas (para darlas en dote a su marido por el matrimonio) que se componían de la mitad de los indios en Concepción del Lcdo. Alonso Ortiz, su padre tal vez; las encomiendas de Lebú de su primer marido; y la de Toquigua (Toquihua), que antes había sido de Juan Valiente (desde 1550).
Alonso Ortiz Gutiérres de Cervantes falleció en Chile el año 1581, y seguramente su sepultura se encuentra en uno de los subsuelos de los sitios de la Arquidiócesis de la Santísima Concepción hoy penco junto con la de su esposa, la de su suegra Teresa de Tena, y la de su cuñado Francisco Hidalgo.